# Niccolò Gitto
Niccolò Gitto (né le 12 octobre 1986 à Rome) est un joueur de water-polo italien, défenseur de la Pro Recco.
Il fait partie de l'équipe nationale italienne lors des Championnats du monde de natation 2015 à Kazan.